# Kaj Børge Vollesen
Kaj Børge Vollesen, né en 1946, est un botaniste suédois, diplômé de l'université de Copenhague, en poste aux Jardins botaniques royaux de Kew. Spécialiste de la flore africaine, il est actif notamment en Éthiopie et en Tanzanie.
Il collabore à plusieurs reprises avec Ib Friis.

## Hommages
Les épithètes spécifiques de plusieurs espèces lui rendent hommage, telles que Dicliptera vollesenii (Acanthaceae), Mimulopsis volleseniana (Acanthaceae), Bilabrella vollesenii (Orchidaceae) ou Afrocanthium vollesenii (Rubiaceae).

## Sélection de publications
- Annotated check-list of the vascular plants of the Selous Game Reserve, Tanzania, Lund, 1980
- Studies in the flora and vegetation of southwest Ethiopia, Copenhagen, 1982 (en collab. avec Ib Friis et Finn N. Rasmussen)
- Flora of tropical East Africa. Acanthaceae (Part 1), Kew, 2008